# Гашпер Крошель
Гашпер Крошель (словен. Gašper Krošelj, нар. 9 лютого 1987, Любляна) — словенський хокеїст, воротар чеського клубу «Млада-Болеслав». Гравець збірної команди Словенії.

## Ігрова кар'єра
Професійну хокейну кар'єру розпочав 2005 року.
Захищав кольори професійних команд «Славія» (Любляна), «Медвещак» (Загреб), «Загреб», «Єсеніце», «Ольборг Пайретс», «Герлев Іглс», «Спарта Ворріорс», «Оскарсгамн», АІК та «Редовре Майті Буллз». Наразі ж грає за клуб Чеської Екстраліги «Млада-Болеслав».